# Tour de Capicorb

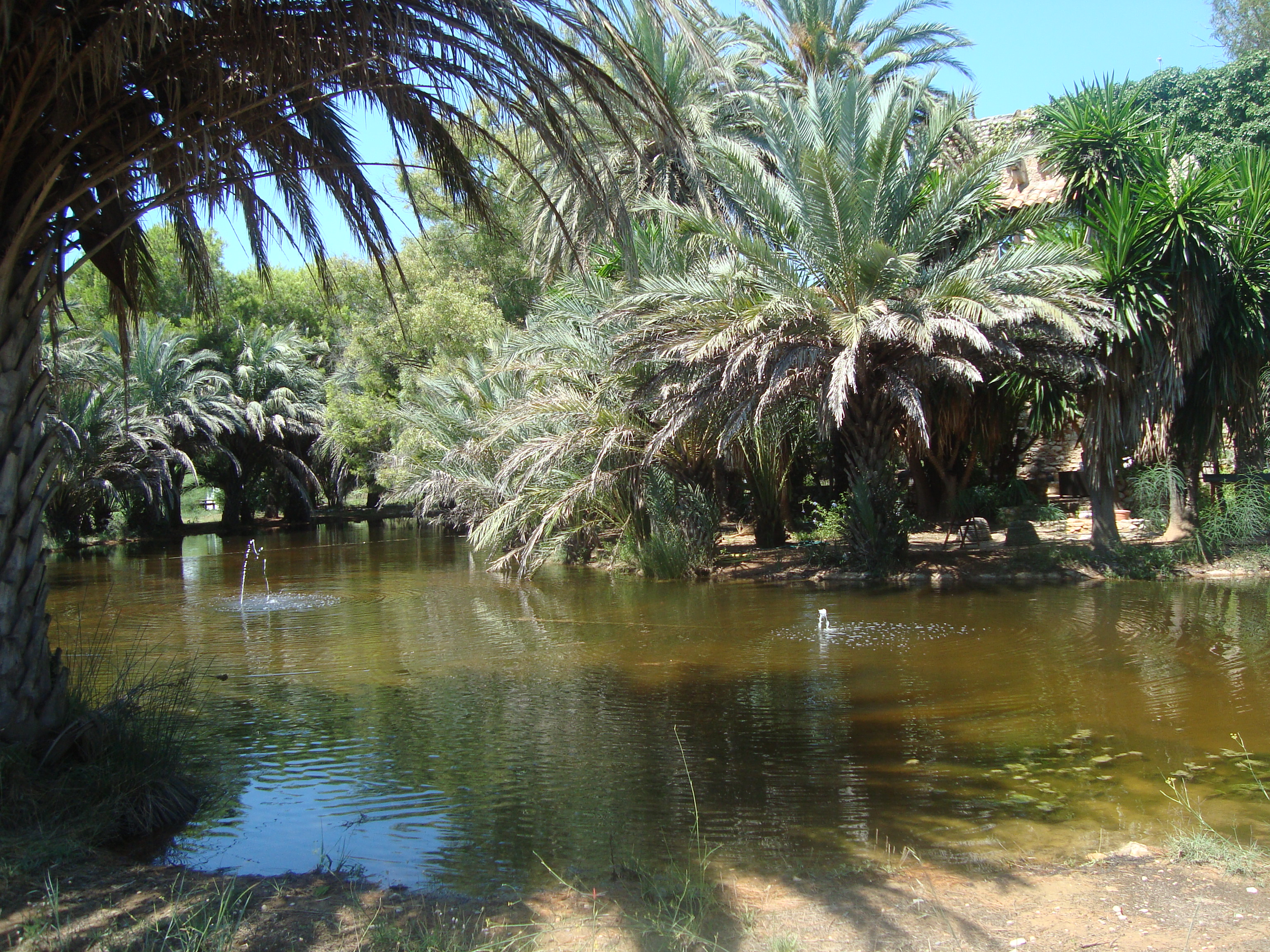
Tour de guet de Capicorb.

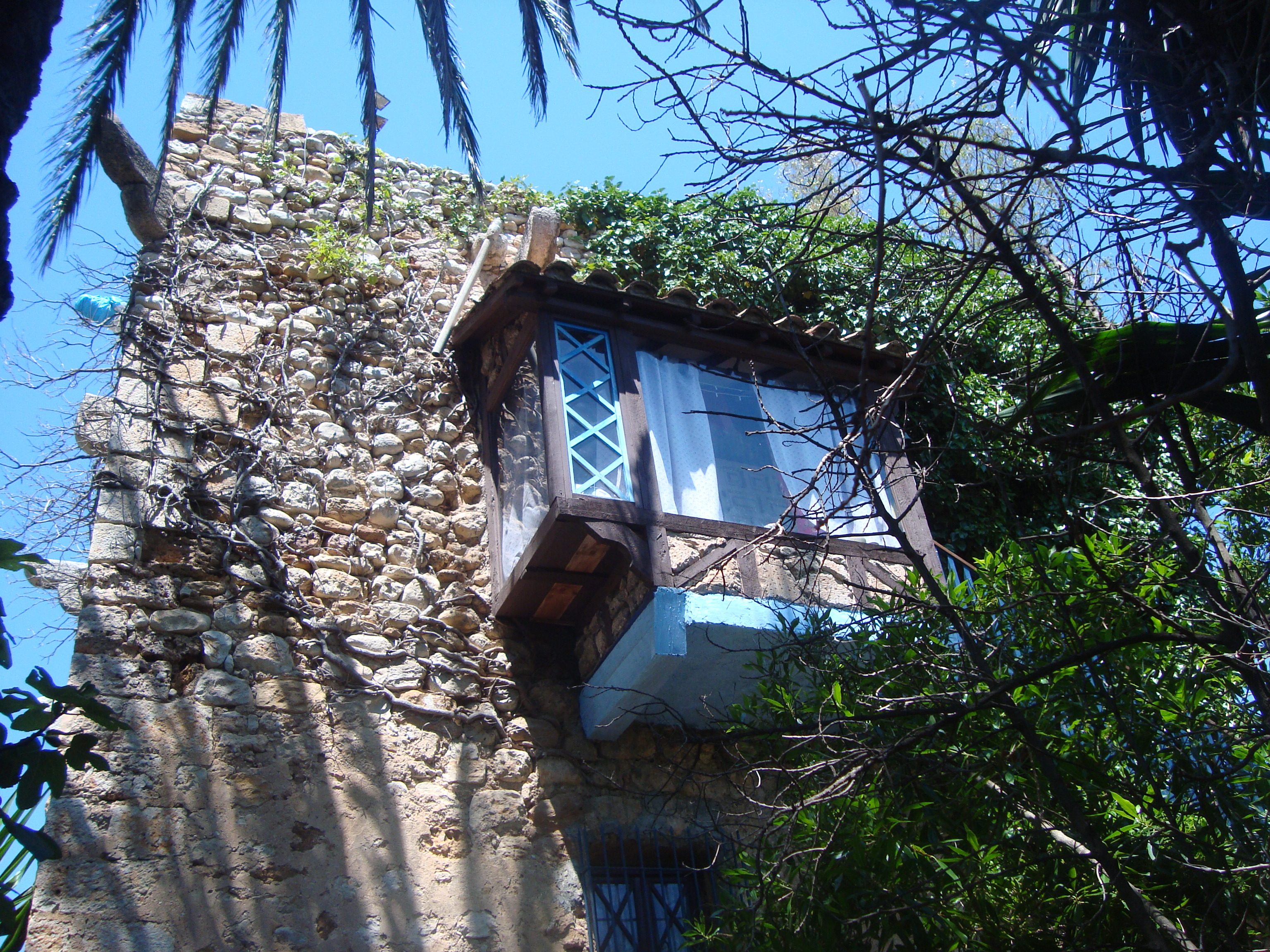
Vue de la tour.

La Tour de Capicorb est une tour de guet qui est située dans le hameau de Capicorb, sur le territoire de la commune d'Alcalà de Xivert (Baix Maestrat, Communauté valencienne).

## Histoire
Le château de Xivert avait un groupe important de tours qui formaient un réseau d'alerte et de vigie pour le château. Parmi celles-ci on trouve la Tour de Ebrí et la Tour de Badum.
Il existe un texte qui nous apprend que le commandeur de l'Ordre de Montesa, frère Luis Despuig, a commandé sa construction le 28 avril 1427 à la embouchure du rio San Miguel et près du littoral, par acte reçu par Miguel Villaforta.

## Architecture
Son plan est rectangulaire et sa hauteur est de 13 mètres. Son aspect robuste est renforcé par le chaînage en pierres de taille aux quatre angles qui maintient les murs d'une épaisseur de 2 mètres chacun.
La tour comprend un rez-de-chaussée auquel on accède par une porte en arc en plein cintre; un étage médian, avec une fenêtre à la verticale de la porte, et un étage supérieur où sont conservés encore les consoles de l'ancien chemin de ronde qui devait comprendre des mâchicoulis.
La tour possède également des dispositifs pour l'usage de ballestería de trueno (d'arbalètes tonnantes). Un escalier intérieur en colimaçon situé dans l'angle nord-est de l'édifice, permet l'accès aux différents niveaux.

## Source
- (es) Cet article est partiellement ou en totalité issu de l’article de Wikipédia en espagnol intitulé « Torre de Cap i Corb » (voir la liste des auteurs).